# Andrej Voronkov
Andrej Gennad'evič Voronkov (in russo Андрей Геннадьевич Воронков?; Slavsk, 19 maggio 1967) è un allenatore di pallavolo ed ex pallavolista russo.
Allena la Lokomotiv Kaliningrad.

## Carriera

### Giocatore
La carriera di Andrej Voronkov, padre della pallavolista Irina, inizia nella squadra di Vilnius, nella Repubblica Socialista Sovietica Lituana, per proseguire al Volejbol'nyj klub CSKA di Mosca: in due anni vince due campionati sovietici, due Coppe dei Campioni e due supercoppe europee; successivamente si trasferisce allo SKA Rostov-na-Donu, dove rimane dal 1988-89 al 1991-92. Chiude la sua esperienza da giocatore in Russia disputando due annate nel Volejbol'nyj klub Samotlor, dove conquista la Coppa di Russia.
Dalla stagione 1996-97 si trasferisce nel massimo campionato turco, giocando nel Netaş Erkek Voleybol Takımı, dove ottiene tre scudetti e tre Coppe di Turchia; il 5 giugno 1998 esordisce anche in nazionale, in una partita valida per la World League contro la Serbia: al termine della competizione la squadra russa conquista la medaglia d'argento. Viene convocato anche per il campionato mondiale, che conclude al quinto posto. Nel 1999-00 passa all'Erdemir Spor Kulübü, dove vince altri due campionati. Chiude la carriera con il ritorno per due anni al Volejbol'nyj klub Samotlor.

### Allenatore
Nel 2006-07 diventa assistente allenatore al Volejbol'nyj klub Dinamo-Jantar', per poi assumere la guida della nazionale pre-juniores della Russia, guidandola al quarto posto nel campionato europeo e al nono posto nel campionato mondiale; nel 2008-09 allena il Volejbol'nyj klub Kuzbass nel campionato di seconda divisione russa.
Dalla stagione 2009-10 siede sulla panchina del Volejbol'nyj klub Lokomotiv Novosibirsk, dove conquista due Coppe di Russia e la Champions League 2012-13, guadagnandosi la partecipazione alla Coppa del Mondo per club, che chiude al secondo posto alle spalle dell'Associação Social e Esportiva Sada. Dopo le dimissioni di Vladimir Alekno diventa anche commissario tecnico della nazionale russa, che porta alla medaglia d'oro nel campionato europeo e nella World League 2013; il campionato mondiale 2014 vede invece la sua squadra concludere la competizione al quinto posto. Il 30 giugno 2015 si dimette dall'incarico dopo diverse sconfitte in World League; nell'aprile 2016 si dimette anche da allenatore del Volejbol'nyj klub Lokomotiv Novosibirsk. Nella stagione 2016-17 diventa allenatore della Volejbol'nyj klub Dinamo Krasnodar, che guida fino alla chiusura della società, nel giugno 2017; nell'estate conquista la medaglia d'argento al campionato mondiale di categoria con la Russia U-23.
Nell'annata 2018-19 passa ad allenare la neonata formazione femminile della Lokomotiv Kaliningrad, militante nella Superliga russa, alla guida della quale si aggiudica la Supercoppa russa 2019.

## Palmarès

### Giocatore
- Campionato sovietico: 2

1986-87, 1987-88
- Campionato turco: 5

1996-97, 1997-98, 1998-99, 2001-02, 2003-04
- Coppa di Russia: 1

1993
- Coppa di Turchia: 3

1996-97, 1997-98, 1998-99
- Coppa dei Campioni: 2

1986-87, 1987-88
- Supercoppa europea: 2

1987, 1988

### Allenatore
- Coppa di Russia: 2

2010, 2011
- Supercoppa russa: 1

2019
- Champions League: 1

2012-13
- Coppa della Siberia e dell'Estremo Oriente: 6

2009, 2010, 2011, 2012, 2013, 2014

#### Nazionale (competizioni minori)
- Memorial Hubert Wagner 2013
- Memorial Hubert Wagner 2014
- Campionato mondiale Under-23 2017